# Lin
Linul (Tinca tinca), este o specie de pește de apă dulce din familia Cyprinidae care trăiește de obicei pe fundul apelor cu un curs domol. El poate fi întâlnit în toată Europa și, pe alocuri, în Asia si America de Nord.

## Caractere morfologice
Culoarea linului sălbatic este verde-măslinie cu regiunea abdominală galben-verzuie; în crescătorii linul poate avea o variantă roșie-aurie, acesta fiind crescut ca pește ornamental. Poate fi recunoscut după corpul îndesat, foarte lat în regiunea cozii și după solzii mărunți care îi acoperă corpul în întregime. Corpul lui este protejat și de un strat gros de mucus cu un rol antimicrobian și antimicotic. Are o gură mică cu buze groase prevăzută cu două mustăți scurte. Lungimea medie este de 25–40 cm și greutate medie de 0,5–1 kg dar uneori poate atinge 60–70 cm și 5-7 kg.

## Reproducție
Linul atinge maturitatea sexuală în al doilea sau al treilea an de viață. Perioada de reproducție a linului este destul de lungă și are loc între lunile mai și august când temperatura apei este de minimum 18 °C. Icrele aderă de plantele acvatice iar perioada de incubație este scurtă, de 3-4 zile la 20 °C. În anul 2007 a fost ales de IUCN „pește al anului”.
Linul este un pește mai apreciat decât crapul pentru gustul cărnii. Varianta aurie este crescută ca pește ornamental în bazinele și bălțile din parcuri. Lungimea minimă admisă la pescuit este de 18 cm.